# Шеллі Манн
Шеллі Манн (англ. Shelley Mann, 15 жовтня 1937 — 24 березня 2005) — американська плавчиня.
Олімпійська чемпіонка 1956 року.
Призерка Панамериканських ігор 1955 року.